# Quo Vadis (Roman)

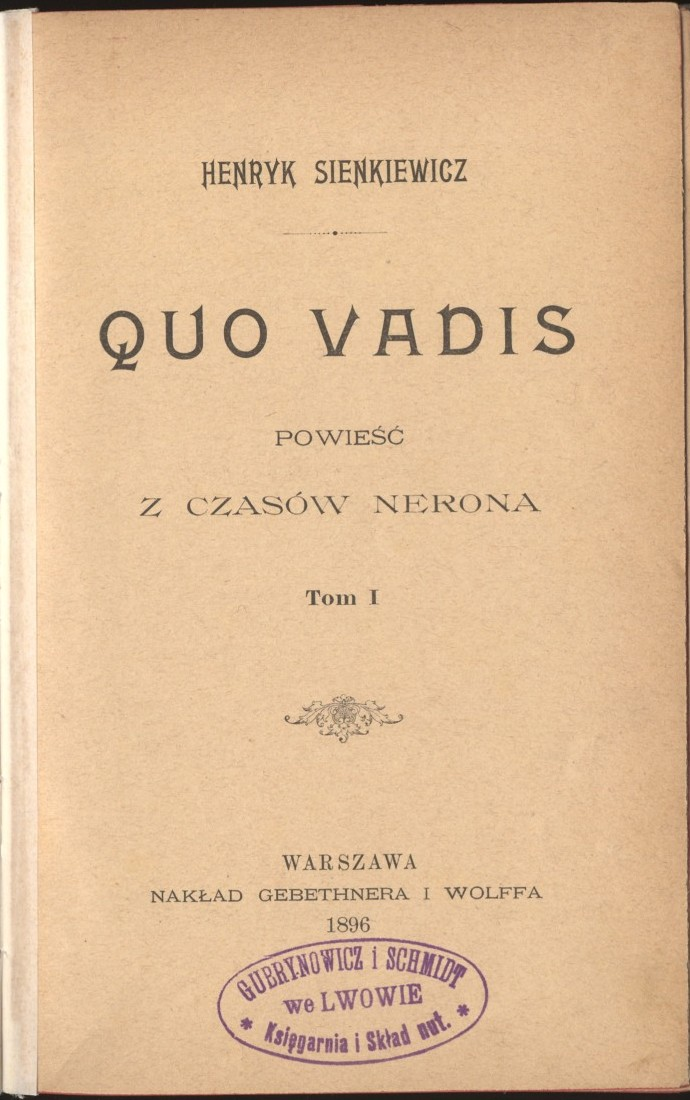
Buchausgabe von 1896 des ab März 1895 in der Gazeta Polska erstveröffentlichten Feuilletonromans

Quo Vadis? ist ein Roman des polnischen Schriftstellers Henryk Sienkiewicz, der die Anfänge des Christentums in Rom zur Zeit des Kaisers Nero beschreibt. Er wurde 1895 erstmals veröffentlicht. Inspiriert wurde Sienkiewicz von einer alten Legende über eine Wiederbegegnung des Apostels Petrus mit Jesus.

## Inhalt

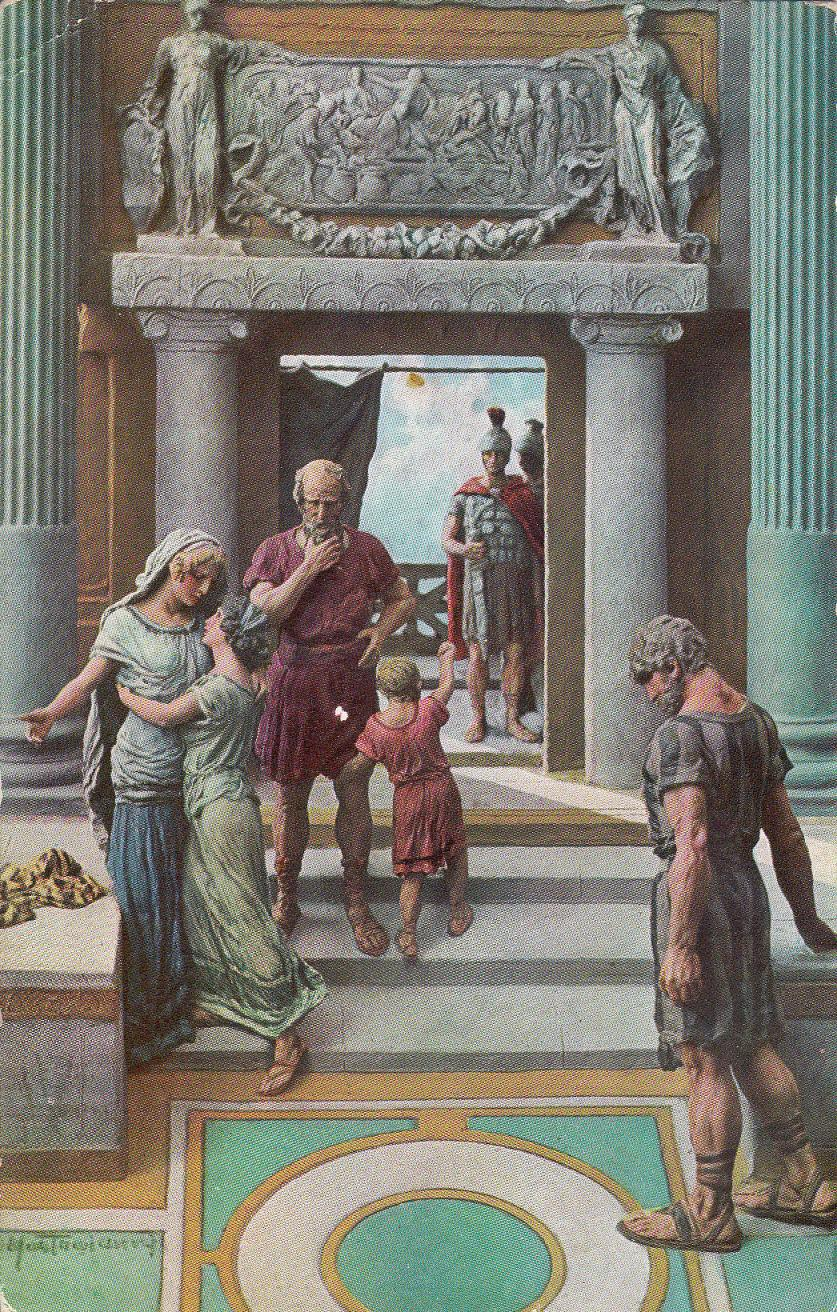
Illustration zu Quo vadis – „Lygia verlässt das Haus des Aulus“ von Domenico Mastroianni – auf einer Postkarte, Paris 1913

Der Roman erzählt die Liebesgeschichte zwischen dem jungen Patrizier Marcus Vinicius und Lygia, einer Königstochter vom Volk der Lygier, die als Geisel nach Rom kam. Sie ist Christin. Allmählich geraten die Liebenden in den Strudel der Ereignisse um die Neronische Christenverfolgung im Jahr 64.
Als Prototypen der Christen werden Lygia und die gerade in Rom weilenden Apostel Petrus und Paulus beschrieben. Als ihre Gegner treten Nero, Poppaea Sabina und Tigellinus auf. Weitere wichtige Gestalten sind Petronius, der im Roman den Rang eines Kanzlers innehat, sowie der General im Ruhestand Aulus Plautius und dessen Ehefrau Pomponia Graecina, Lygias Adoptiveltern.

## Hintergrund

Büste Henryk Sienkiewiczs in der Kirche Domine Quo Vadis? an der Via Appia in Rom

Der Roman war bereits kurz nach seinem Erscheinen ein Bestseller. Umstritten waren einzig die teilweise detailliert beschriebenen Grausamkeiten in den Kapiteln über die Hinrichtung der Christen (u. a. Zerreißen durch wilde Tiere, Verwendung als lebende Fackeln), wie sie auch in dem Spielfilm von 1951 recht drastisch gezeigt werden. Doch folgt Sienkiewicz hier einer historiographischen Vorlage, dem Kapitel über die Christenverfolgung in den Annalen des Tacitus. Auch sonst ist der Roman historisch insgesamt korrekt – gleichwohl prochristlich – und endet mit einer Andeutung der weiteren Entwicklung der Kirche in Rom.
Zur Zeit der Entstehung des Romans war das Heimatland des Autors nach den Polnischen Teilungen zwischen dem Russischen Reich, dem Deutschen Reich und Österreich-Ungarn aufgeteilt. Die weibliche Hauptperson Callina, genannt Lygia, liefert Anklänge an das unterdrückte Polen, denn die ostgermanischen Lygier siedelten zur historischen Zeit des Romans im Gebiet des späteren Großpolen.
Einige Protagonisten sind historische Personen. Marcus Vinicius, Lygia und Ursus allerdings wurden erfunden. Pomponia, die Ehefrau von Aulus Plautius, wurde nachweislich angeklagt, einer feindlichen Religion anzugehören, vermutlich dem Christentum. Sie wurde von einem Familiengericht aber als unschuldig befunden.
Sienkiewicz erhielt 1905 den Nobelpreis für Literatur, Quo vadis? war ein wesentlicher Grund dafür.

## Deutschsprachige Ausgaben
- Quo Vadis? Neuausgabe auf der Grundlage der Übertragung von J. Bolinski[5] neu erarbeitet, mit einer Nachbemerkung und Anmerkungen versehene Ausgabe von Marga und Roland Erb. dtv, München 2016.
- Autorisierte Übersetzung von J. Bolinski, überarbeitete Ausgabe von H. Feodorowski, Globus, Berlin um 1910.
- Übersetzung von Victoria Eggers-Zwierzchowska, Riga 1899.
- Übersetzung von Kurt Harrer, Union Verlag, Berlin 1958.
- Übersetzung von Paul Seliger, Leipzig o. J. (Volltext bei Zeno.org).
- Übersetzung von Wilhelm Cremer, Berlin o. J. (Volltext bei Projekt Gutenberg)

## Verfilmungen

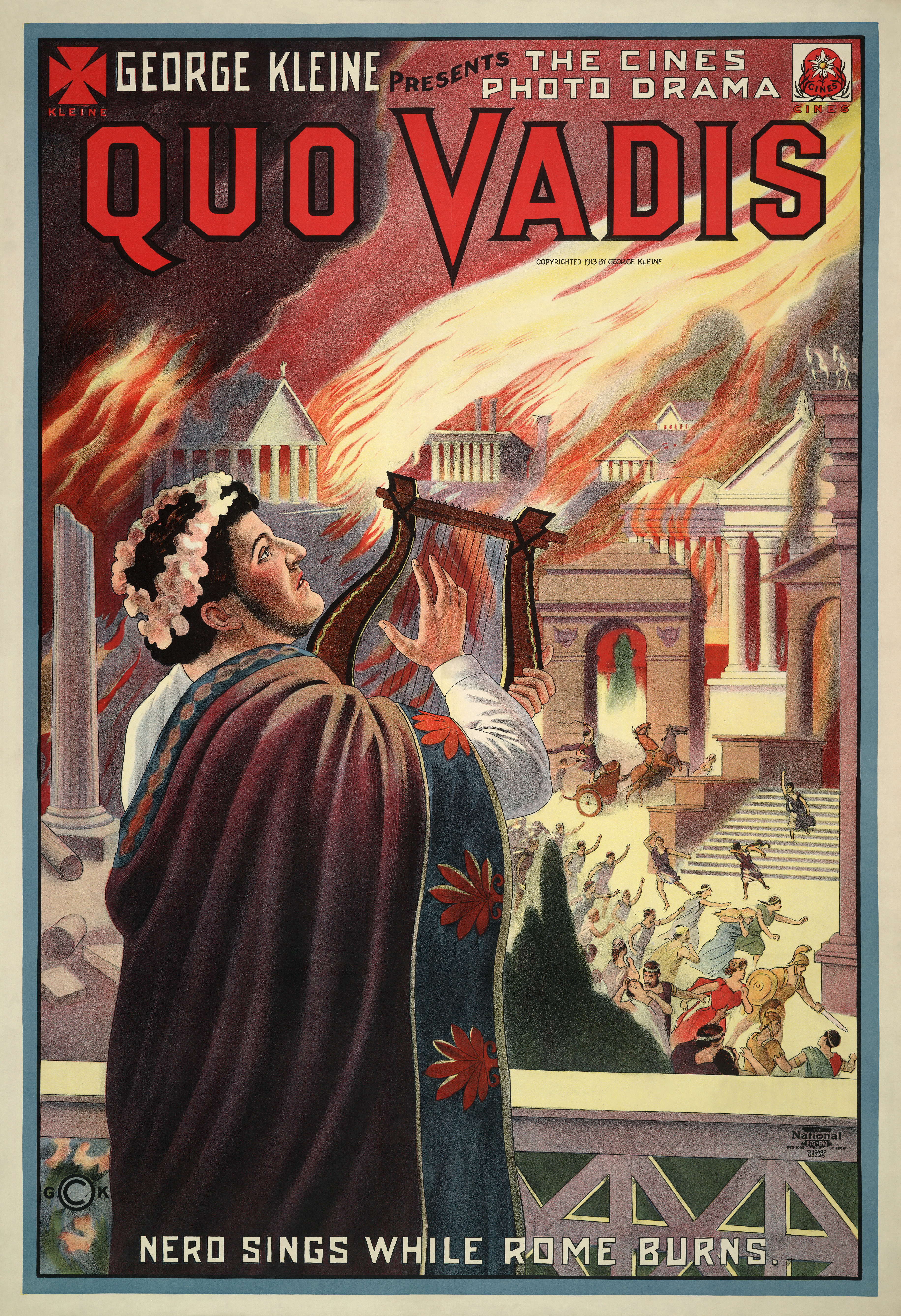
Plakat zum Stummfilm Quo vadis von 1913

Der Roman wurde bereits 1901 zum ersten Mal und danach noch mehrere Male verfilmt. Die italienische Verfilmung aus dem Jahre 1913 von Enrico Guazzoni wurde der erste Monumentalfilm der Filmgeschichte. Am bekanntesten wurde der Hollywood-Film aus dem Jahr 1951, der – bis auf den Schluss (im Film wird Nero, dargestellt von Peter Ustinov, unmittelbar nach der Christenverfolgung zum Suizid gezwungen) – als eine recht werkgetreue Verfilmung angesehen werden kann.
1985 entstand eine italienische Fernsehserie mit Klaus Maria Brandauer als Nero, Regie führte Franco Rossi. Eine polnische Adaption des historischen Romans legte Jerzy Kawalerowicz im Jahre 2001 vor.

### Kino
- 1901 Quo Vadis? (Quo Vadis?), Ferdinand Zecca, Lucien Nonguet
- 1910 Quo Vadis? (Au temps des premiers Chrétiens), André Calmettes (Film d’Art (Pathé))
- 1913 Quo Vadis? (Quo Vadis?), Enrico Guazzoni
- 1924 Quo Vadis? (Quo Vadis?), Georg Jacoby und Gabriellino D’Annunzio
- 1951 Quo Vadis? (Quo Vadis?), Mervyn LeRoy
- 2001 Quo Vadis? (Quo Vadis?), Jerzy Kawalerowicz

### Fernsehen
- 1985  Quo vadis? (Quo vadis?), Franco Rossi

## Vertonungen
Der Roman war Grundlage für das Oratorium Quo Vadis des polnischen Komponisten Feliks Nowowiejski mit einem Libretto von Antonie Jüngst (Uraufführung 1907 in Böhmen). Das ebenfalls auf dem Buch basierende Musical Quo Vadis des deutschen Komponisten Manfred Knaak und des Librettisten Gerold Theobalt mit Songs von Konstantin Wecker wurde anno 2005 im Trierer Amphitheater uraufgeführt.